# Glauberita
Glauberita é um mineral, sulfato de cálcio e sódio coma fórmula Na2Ca(SO4)2, o qual forma-se como um evaporito. Recebeu este nome por ser intimamente relacionado ao sal de Glauber (sulfato de sódio). Por causa de sua solubilidade, glauberita é frequentemente dissolvida fora de sua matriz cristalina deixando um molde onde outros manerais são depositados deixando-os com uma anômala forma cristalina.